# Steve Howe
Stephen James "Steve" Howe (Holloway, Londres, Reino Unido; 8 de abril de 1947) es un guitarrista y músico de rock, especialmente conocido por su trabajo con el grupo de rock progresivo Yes. También ha sido miembro de Syndicats, Bodast, Tomorrow, Asia y GTR, y ha publicado 19 álbumes como solista hasta septiembre de 2009.

## Las influencias tempranas
Steve Howe fue el menor de cuatro hermanos que crecieron en un hogar donde se cultivó un ambiente musical, escuchando discos de bandas en registros de 78 RPM.  Según cita Howe, Les Paul y Tennessee Ernie Ford, del grupo Speedy West y de Jimmy Bryant son algunos de los artistas que lo han influenciado  gracias a la colección de su padre. Además, escuchó guitarristas clásicos y del jazz, como Barney Kessel, destacándolo como una influencia fundamental en su vida: "Su estilo era una mezcla notable de melodías y acordes, que me hicieron entender que ningún guitarrista que no conozca los acordes, podrá tocar mucho con una sola melodía y viceversa, porque ambas se relacionan estrechamente". También acreditó como una gran inspiración a Chet Atkins, a quien escuchó en 1959. Dijo sobre Atkins: "Él me enseñó el concepto de que un buen guitarrista debe dominar todos los estilos de guitarra".
Howe recibió su primera guitarra como un presente de Navidad de sus padres a la edad 12 años, una F-Hole Acústica,  y pronto empezó a tocar en las salas locales. Él compró su primera guitarra eléctrica, una Gibson tipo jazz, en 1964: "En aquellos días nadie estaba tocando una Archtop en una banda de rock, era una guitarra clásica al modo del jazz, sin efectos, y muy ornamentada". Sobre su ES-175 mencionó: "La gente se rio de mí y pensaron que yo era ridículo; para mí, en cambio, no era solo una guitarra, era un objeto de arte, y un reconocimiento a mis precursores". Él hizo su primera grabación en el Chuck Baya, en Maybellene, en 1964, con los Syndicats, la cual fue producida por Joe Meek. En 1968, grabó dos álbumes con Tomorrow: The In Crowd y Bodast, destacando con el sencillo "My White Bicycle", punta de lanza de la psicodelia británica de finales de los años 1960.
Rechazó ofertas para unirse a The Nice y Jethro Tull mientras esperaba un contrato de grabación junto con Bodast, pero el sello de esta banda quebró. Se acercó entonces a los miembros de Yes Jon Anderson y Chris Squire como un posible reemplazo para Peter Banks, quien había aparecido en los primeros dos álbumes del grupo.

## Su sello en Yes

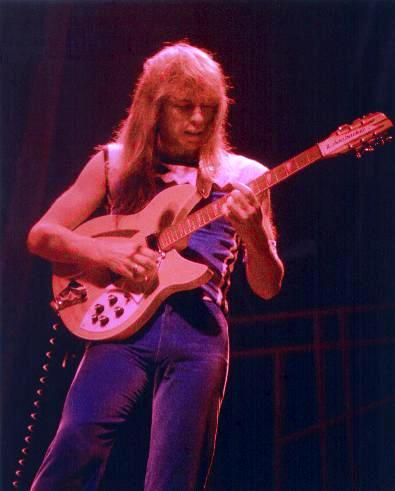
Steve Howe tocando con Yes en Indianápolis en 1977

En la primavera de 1970, Howe, luego de audicionar para The Nice y Jethro Tull, decide unirse a Yes haciendo su primer show con el grupo en el Queen Elizabeth Hall el 21 de marzo de 1970. Como curiosidad, Howe fue fotografiado con el grupo para la carátula de la edición no europea del segundo álbum de Yes, Time and a Word, que se lanzó en agosto, aunque era en realidad Banks quien había tocado en la grabación.
Su debut en el estudio no sería sino hasta el año siguiente, en 1971, con The Yes Album, en donde al sonido ya característico de Yes de los primeros dos álbumes, se le agregaba una sólida y a la vez dinámica caracterización melódica, entregada mayormente por el amplio set de guitarras Fender, Gibson, mandolinas, guitarras acústicas, paseando fluidamente entre la psicodelia, el blues, el country y hasta el barroco europeo, llegando hasta donde ninguna banda de rock había llegado hasta ese momento. Constituyó de este modo el sonido progresivo característico de Yes. Célebre fue su solo para el tema Starship Trooper, calificado por la revista Billboard como uno de los mejores solos de guitarra eléctrica de la historia.
La suma de Rick Wakeman después de la salida de Tony Kaye para el álbum siguiente, Fragile, creó el clásico sonido de Yes con Anderson-Howe-Squire-Wakeman asociado con el apogeo de los logros tempranos de la banda. A su surtido ya formidable de guitarra eléctrica y acústica, Howe agregó un único acercamiento del rock progresivo para pedal steel en el próximo álbum, Close to the Edge, en donde la complejidad instrumental se fusionó con temas de contenido onírico y místico que continuará en los siguientes dos álbumes, Tales from Topographic Oceans y Relayer, los cuales tienen también el sello característico de Howe. Sus influencias clásicas y del jazz, junto con su tendencia a la experimentación continua, ayudaron a producir un estilo único entre músicos de rock, mientras que el grupo tomó una posición en conjunto como una de las bandas más importantes del rock progresivo. Aunque la banda sufrió algunos cambios en los años setenta, Howe, Anderson y Squire fueron los elementos constantes durante toda la década. 
En octubre de 1975, luego de la gira de Relayer, la banda toma un receso, lo que Howe aprovecha lanzando Beginnings, su primer álbum solista. En él participan miembros de Yes, como Alan White, Bill Bruford y Patrick Moraz, y fue el número 63 en ventas en Estados Unidos y número 22 en los conteos del Reino Unido. 
Después de dos álbumes más junto con Yes, incluyendo a Rick Wakeman: Going for the One (1977) y Tormato (1978), Howe alcanzaría el mayor apogeo de su carrera. 

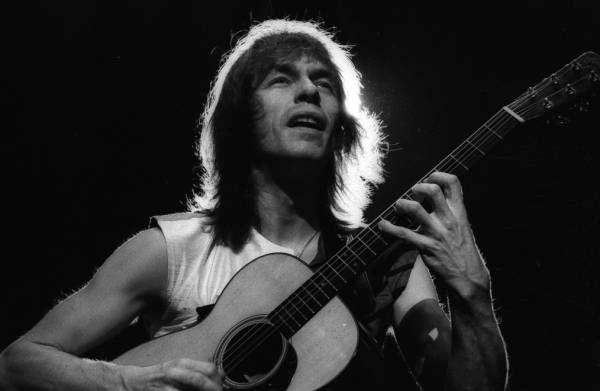
Foto: Rik Walton.

Tras terminar la gira por Europa, se concentra en la producción de su segundo trabajo, The Steve Howe Album, que se lanzó en noviembre de 1979. Esta vez incluyó además de sus característicos temas instrumentales y la participación de sus compañeros en Yes, a la cantante Claire Hamill.
A principios de 1980, sin embargo, Anderson y Wakeman son marginados del grupo debido a su creciente interés por el sonido de la New Age y fueron reemplazados unas semanas después por los Buggles Trevor Horn y Geoff Downes, desencadenando el rechazo de los fans y la disolución de Yes el 18 de abril de 1981, a dos meses de finalizada la gira de promoción del álbum Drama.

## Los 80
Durante los siguientes años, Howe contribuyó en varios álbumes producidos por Horn para otros artistas (incluso Frankie Goes a Hollywood y Propaganda). Además de una destacada participación en Asia entre 1982 y 1983 y en GTR junto con el guitarrista Steve Hackett entre 1985 y 1987. 
Luego de la disolución de Yes y Emerson Lake and Palmer y UK en 1982, Howe se une a Geoff Downes, Carl Palmer y a John Wetton, en una nueva banda llamada Asia, pero después de dos álbumes de éxito masivos y algunos hits, como Heat of the Moment, Only Time Tell o Don't Cry, Howe deja la banda en 1983 a causa de las diferencias con Wetton. 
Luego de Asia, Steve Howe, junto con el ex-Genesis el guitarrista Steve Hackett, forma en 1986 GTR. Su único álbum, GTR, fue disco de oro, con el sencillo When the Heart Rules the Mind, pero el interés de Hackett por seguir con su carrera solista llevó y la salida del vocalista Max Beacon; Howe descubre en los ensayos a un nuevo vocalista y guitarrista llamado Robert Berry, con quien intentará producir un nuevo álbum; sin embargo, Howe finalmente decide disolver la banda, y recomienda a Robert Berry unirse a Keith Emerson y Carl Palmer en Three, con quienes llega a tener cierto éxito con el sencillo "Talking About You", el cual ya había sido producido anteriormente con Howe.

## Los 90
En 1989, Jon Anderson, desilusionado con el nuevo Yes, se reúne con sus viejos compañeros Howe, Rick Wakeman y Bill Bruford para ofrecerles grabar algunas canciones juntos. Es así como lanzaron un álbum y completaron una gira bajo el nombre Anderson Bruford Wakeman Howe (ABWH), llevando a conflictos legales sobre la propiedad del nombre de Yes. Al año siguiente se reunieron para la grabación de un segundo álbum en Francia, el cual nunca llegó a terminarse, conocido como Dialogue o, simplemente, ABWH-2. Algunas demos realizadas por Howe para este álbum aparecerían más adelante en Homebrew y Homebrew 2.
En 1991, a petición de Jon Anderson, acepta incluir los temas a medio desarrollar en un estudio de grabación de Nueva York con ABWH y participar en una gira de promoción para un álbum de Yes llamado Union, compartiendo escenario con Trevor Rabin, Tony Kaye, Chris Squire y Alan White. Cuál sería su sorpresa al oír la edición final del álbum y encontrar sobre sus huellas la intrusión de posproducción de otros guitarristas a petición del productor Jonathan Elias, con quien Jon Anderson había trabajado un par de años atrás. 
En respuesta a su desencanto con Union, Howe decide tomar su trabajo para este álbum y, con la colaboración del baterista Bill Bruford, decide volverlos a producir en su estudio en Devon (Inglaterra), esta vez como un set de temas acústicos junto con otros temas ya ensayados con GTR en un álbum llamado Turbulence, el cual es lanzado a finales de 1991. Este álbum sería el primero después de 12 años del lanzamiento de su último álbum como solista, retomando de esta manera su carrera en solitario. 
Además, ese mismo año contribuyó con un solo de flamenco en el tema Innuendo del álbum homónimo de Queen, el último antes de la muerte de Freddie Mercury.
Al año siguiente colaboraría en cuatro temas con su excompañero y buen amigo Geoffrey Downes, en su nueva reencarnación de Asia, esta vez junto con el joven vocalista John Payne, en un álbum titulado Aqua, en donde también colaboraría Carl Palmer. Participó también en la gira de promoción de dicho álbum.  
A partir de Turbulence en 1991, Howe ha publicado una grabación casi cada año, yendo de lo acústico a lo progresivo, y a un particular tributo a Bob Dylan (Portraits of Bob Dylan). Su hijo Dylan, ahora un respetado músico del jazz, tocó la batería en su descargo instrumental solista de 1998, Quantum Guitar. Elements, realizado en el 2003, incluye también a su hijo menor, Virgil (en los teclados y coros), como parte de un proyecto llamado Remedy.
Brevemente, en 1993, Howe trabajó en las partes de la guitarra para un Symphonic Yes, un álbum de versiones de clásicos, y entonces dejó la banda después de que el sello Victory lo omitió de una invitación para participar en las sesiones del estudio que llevarían a su próximo álbum, Talk, con Trevor Rabin. 
Luego del fracaso de Talk, Howe finalmente se reunió con Yes en 1996, para resucitar la alineación más clásica de esta banda, junto con Anderson, Squire, Wakeman y White, realizando una serie de conciertos en San Luis Obispo que fueron editados en Keys to Ascension. Desde entonces, Howe ha aparecido de nuevo en todos los álbumes grabados por Yes.
El sitio web personal de Howe, Guitar Rondo, se lanzó en mayo de 1996. El guitarrista toma un papel activo en el sitio dirigiendo las subastas para los álbumes de oro y las guitarras de colección, y contestando las preguntas de los fans.
El 24 de mayo de 1996, Howe recibió un honoris causa en música en la Five Towns College en Dix Hills, Nueva York.

## Los 2000
En cuanto a Asia, después de 25 años, algunas de las discordancias que llevaron a Howe a una ruptura con John Wetton se han disipado y Howe se ha reunido con los otros tres miembros fundadores en una gira mundial para conmemorar los 25 años de su primer éxito a finales del 2006, reinterpretando los éxitos de sus primeros dos discos y preparando el lanzamiento de otro nuevo, para abril del 2008, llamado "Phoenix".

## El reconocimiento artístico
A pesar de los problemas que Yes estaba experimentando en ese momento, Howe fue elegido como el "Mejor guitarrista de todos los tiempos" por Global, la revista para guitarristas, por cinco años (1977-1981), y se instaló en la "Galería de los más grandes guitarristas de todos los tiempos" en 1981.
La Gibson Guitar Corporation, la segunda fabricante de guitarras eléctrica para Howe (que él todavía está tocando después cuarenta años), declaró que Howe "elevó la guitarra del rock a un 'nivel de arte' y ayudó a definir un nuevo estilo de música conocido como 'art rock'". En un tributo a Howe y su guitarra Gibson  ES-175, Gibson produjo una edición limitada en 2002.

## El sello en su música
En los primeros años de Yes con Steve Howe, la banda incluiría dos de sus temas que serían lo más célebres de su carrera, como The Clap en The Yes Album, en donde una guitarra sincopada Rondo se pasea con fluidez y con fuertes raíces en ragtime y el country blues. The Clap es una canción que ha sido solicitada e interpretada en cada una de las actuaciones en vivo de la banda. Además del tema Mood For A Day, aparecido como una sesión de estudio en Fragile. Esta pieza, la cual fue incluida en el disco Fragile, ha sido un referente para todos los estudiantes de guitarra clásica en el mundo. Es muy popular entre la comunidad guitarristas clásicos, ya que mezcla varias técnicas y escalas que todo estudiante de guitarra tiene que dominar, además de que es una obra que es muy bien recibida por cualquier tipo de audiencia. Artistas de la talla de Steve Morse y Los Angeles Guitar Quartet han grabado esta hermosa obra. Prácticamente en todos los conciertos de Yes desde 1972, Steve Howe ha interpretado esta composición.

## Discografía

### En solitario
- Beginnings (1975)
- The Steve Howe Album (1979)
- Steve Howe: Guitar Player (1989)
- Turbulence (1991)
- The Grand Scheme of Things (1993)
- Not Necessarily Acoustic (1994)
- Guitar Plus (1995)
- Homebrew (1996)
- Quantum Guitar (1998)
- Pulling Strings (1999)
- Portraits of Bob Dylan (1999)
- Homebrew 2 (2000)
- Natural Timbre ([2001)
- Skyline (2002)
- Steve Howe's Remedy - Elements (2003)
- Guitar World (2003)
- Spectrum (2005)
- Remedy Live (2005)
- Homebrew 3 (2005)
- Steve Howe Trio Live (2007)
- Steve Howe Trio: The Haunted Melody (2008)
- Motif (2008)
- Steve Howe Trio: travelling (2010)
- Homebrew 4 (2010)
- Time (2011)
- Homebrew 5 (2013)
- Anthology (2015)
- Homebrew 6 (2016)
- Anthology II (2017)
- Nexus: Virgil & Steve Howe (2017)
- Love is (2020)
- Homebrew 7 (2021)

### Con Yes/ABWH
- The Yes Album (1971)
- Fragile (1972)
- Close to the Edge (1972)
- Tales from Topographic Oceans (1973)
- Relayer (1974)
- Going for the One (1977)
- Tormato (1978)
- Drama (1980)
- Anderson Bruford Wakeman Howe (1989) (ABWH)
- Union (1991)
- Keystudio (1996-1997)
- Open Your Eyes (1997)
- The Ladder (1999)
- Magnification (2001)
- Fly from Here (2011)
- Heaven & Earth (2014)
- Fly from Here Return Trip (2018)
- The Quest (2021)

 Compilaciones en vivo y conciertos:
- Yessongs (1973)
- Yesshows (1980)
- An Evening of Yes Music Plus (1994) (ABWH)
- Keys to Ascension (1996)
- Keys to Ascension 2 (1997)
- House of Yes: Live from House of Blues (2000)
- The Word Is Live (2005)

 Compilaciones en estudio:
- Yesterdays (1974)
- Classic Yes (1981)
- Yesyears (1991)
- Symphonic Music of Yes (1993)
- In a Word: Yes (1969–) (2002)
- The Ultimate Yes (2004)

### Con Asia
- Asia (1982)
- Alpha (1983)
- Aurora (1986)
- Then & Now (1988)
- Aqua (1992)
- Archiva Vol. 1 (1996)
- Aura (2001)
- Phoenix (2008)
- Omega (2010)
- XXX (2012)

### Con GTR
- GTR (1986)

### Otras colaboraciones
- Lou Reed, de Lou Reed (1971)
- All Brings You Morning, de Johnny Harris (1973)
- Welcome to the Pleasuredome, de Frankie Goes to Hollywood (1984)
- Transportation, de Billy Currie (1988)
- Seraphin, de Paul Sutin (1989)
- Innuendo, de Queen (1991)
- Age of Impact, de Explorers Club (1998)
- The 3 Years of Magick, de Oliver Wakeman (2001)
- Masterpiece Guitars, de Martin Taylor (2002)